# Johns Creek
Johns Creek est une ville américaine située dans le comté de Fulton, dans l’État de la Géorgie. En 2010, sa population était de 76 728 habitants.

## Démographie
| 2010   | - | - | - | - | - |
| ------ | - | - | - | - | - |
| 76 728 | - | - | - | - | - |

## Source de la traduction
- (en) Cet article est partiellement ou en totalité issu de l’article de Wikipédia en anglais intitulé « Johns Creek, Georgia » (voir la liste des auteurs).